# 清水優
清水 優（しみず ゆたか、1985年2月5日 - ）は、日本の俳優。神奈川県出身。身長167cm、体重60kg。アウルム所属。日本映画学校（現：日本映画大学）俳優科卒業。

## 出演

### テレビドラマ
- 正しい恋愛のススメ（2005年9月 - 10月、TBS） - 山本 役
- 新マチベン 〜オトナの出番〜 第5話（2007年7月28日、NHK） - ゲスト
- オトコマエ! 第11話（2008年7月12日、NHK） - 銀平 役
- 魔王（2008年7月 - 9月、TBS） - 山野圭太 役
- こちら葛飾区亀有公園前派出所（2009年8月15日、TBS） - 偽の幽霊 役
- 派遣のオスカル〜『少女漫画』に愛をこめて 第2話（2009年9月4日、NHK） - タケル（奈々子の彼氏） 役
- 探偵Xからの挑戦状! 「メゾン・カサブランカ」（2009年10月21・28日、NHK） - 柿崎慎吾 役
- SPEC〜警視庁公安部公安第五課 未詳事件特別対策係事件簿〜 第3話（2010年10月22日、TBS） - 武藤純 役
- LADY〜最後の犯罪プロファイル〜 第7話（2011年2月18日、TBS） - 柿本敏也 役
- アスコーマーチ〜明日香工業高校物語〜 第4話（2011年5月15日、テレビ朝日） - 竹内秀樹 役
- 美男ですね（2011年7月 - 9月、TBS） - 馬場 役
- 深夜食堂 第2シリーズ 第14話（2011年11月4日、毎日放送） - 将司 役
- 相棒
  - Season10 第8話「フォーカス」（2011年12月7日） - 小島秀隆 役
  - Season14 第18話・第19話「神隠しの山（前編・後編）」（2016年3月2日・9日） - 橘翔太 役
- 大河ドラマ 平清盛（2012年、NHK） - 藤原師経 役
- ヒトリシズカ 第2話（2012年10月28日、WOWOW） - 谷口守男 役
- 泣くな、はらちゃん（2013年1月 - 3月、日本テレビ） - あっくん 役
- ガリレオ 第2シーズン 第五章「念波る」（2013年5月14日、フジテレビ） - 山下慎一 役
- ぴんとこな（2013年7月 - 9月、TBS） - ヤス 役
- 警視庁捜査一課9係 season8 第8話（2013年8月28日、テレビ朝日） - 安田勉 役
- 植物男子ベランダー 第9話（2014年8月13日、NHK BSプレミアム） - 韮崎 役
  - 植物男子ベランダー SEASON2 第10話（2015年8月20日）
  - 植物男子ベランダー 俺のウインタースペシャル 第3夜（2015年12月29日）
- 東京スカーレット〜警視庁NS係 第8話（2014年9月2日、TBS） - 松永優太 役
- キャロリング〜クリスマスの奇跡〜（2014年11月 - 12月、NHK BSプレミアム） - 石田猛 役
- 女はそれを許さない 第6話（2014年11月25日、TBS） - 安田隆史 役
- 水曜ミステリー9 罪火（2014年12月10日、テレビ東京） - 佐久間良二 役
- まんまこと 第2話（2015年7月23日、NHK） - 金太郎 役
- 美女と男子 第10-13話（2015年6月16日 - 7月7日、NHK） - 助監督・村瀬 役
- ON 異常犯罪捜査官・藤堂比奈子 第1話（2016年7月12日、フジテレビ） - 宮原秋雄 役
- 逃げるは恥だが役に立つ（2016年10月11日 - 12月20日、TBS） - 星怜二 役
- 緊急取調室SECOND SEASON 第8話（2017年6月8日、テレビ朝日） - 池田肇 役
- 警視庁ゼロ係〜生活安全課なんでも相談室〜SECOND SEASON（2017年7月21日 - 9月15日、テレビ東京） - 水上真 役
- アンナチュラル 第3話（2018年1月26日、TBS） - 刈谷 役
- 我が家の問題 第2話（2018年2月11日、NHK BSプレミアム） - 滝口文夫 役
- 未解決の女 警視庁文書捜査官 第3話（2018年5月3日、テレビ朝日） - 山崎雄太 役
- 遥かなる山の呼び声（2018年11月24日、NHK BSプレミアム） - 大沢悟 役
- トップナイフ-天才脳外科医の条件- 第7話（2020年2月22日、日本テレビ） - 松木健介 役
- 監察医 朝顔2 第8話（2020年12月21日、フジテレビ） - 浅野正則 役
- ワンモア 第6話（2021年5月11日、名古屋テレビ放送） - 佐藤 役
- 妙高のたからもの（2022年1月21日 - 2月18日、BS日テレ） - 北原 役
- 記憶捜査3～新宿東署事件ファイル～ 第5話、第6話（2022年12月2日、12月9日、テレビ東京） - 石村隆 役
- テイオーの長い休日 第2話（2023年6月10日、フジテレビ） - 関谷昴 役
- 余命1ヶ月って言ったじゃん（2024年3月、テレビ愛知） - 又川幸樹 役
- 晩餐ブルース 第5話（2025年2月20日、テレビ東京） - 山ノ上のマネージャー 役[3]
- あらばしり 第9話・第10話（2025年3月7日・14日、読売テレビ） - トラ 役[4]

### 映画
- 青いうた〜のど自慢 青春編〜（2006年）
- 気球クラブ、その後（2006年）
- AXION（2008年）
- 愛のむきだし（2009年） - ユウジ 役
- 蟹工船（2009年） - 漁夫・木田 役
- 東京島（2010年） - アタマ 役
- 希望の国（2012年） - 鈴木ミツル 役
- ばしゃ馬さんとビッグマウス（2013年） - 亀田大輔 役
- 無頼（2020年）
- ある用務員（2021年）[5]
- ケイコ 目を澄ませて（2022年）
- 水平線（2024年）[6]

### テレビアニメ
- 闇芝居-11期（2023年7月-）[7]

### 劇場版アニメ
- サマーウォーズ（2009年） - 陣内翔太 役[8]

### 舞台
- 東京（2008年）
- CEDAR Produce vol.5「悪霊」（2020年1月23日 - 29日、シアター風姿花伝）
- おっかちゃん劇場（2020年12月23日 - 30日、本多劇場）
- 反応工程（2021年7月12日 - 25日、新国立劇場小劇場）
- 赤堀雅秋プロデュース「ケダモノ」（2022年4月21日 - 5月22日、東京・本多劇場 / 北海道・かでるホール / 大阪・サンケイホールブリーゼ）[9]
- TAAC「人生が、はじまらない」（2022年8月3日 - 7日、新宿シアタートップス） - 福本進 役[10]
- TAAC「かわりのない」（2024年2月7日 - 12日、新宿シアタートップス）[11]
- 音楽劇「A BETTER TOMORROW -男たちの挽歌-」（2024年6月24日 - 7月16日、東京・日本青年館ホール / 大阪・オリックス劇場） - ブラッキー 役[12][13]
- 野村宏伸芸能40周年記念公演「PLAY」（2024年9月18日 - 23日、「劇」小劇場）[14]

### PV
- ORANGE RANGE「瞳の先に」（2004年）

### CM
- ENEOS（2010年）
- PlayStation 3 「晴れ晴れカップル篇」（2011年）
- 読売新聞（2012年）
- mobage モンハンカードマスター（2012年）
- 日本生命 「みらい創造物語シリーズ 決意篇」（2013年）
- 中部電力 はじめる部（2017年）
- NEXCO中日本 「逆走対策 判断の瞬間篇」（2019年）
- 明治安田生命（2020年）